# Wyczechy
Wyczechy (deutsch Geglenfelde) ist ein Dorf in der Woiwodschaft Pommern in Polen. Es gehört zu der Stadt-und-Land-Gemeinde Czarne (Hammerstein) in dem Powiat Człuchowski.

## Geographische Lage
Der Ort liegt im Westen von Pommerellen, an der südlichen Seite der Straße von Czarne nach Bartkowo (Barkenfelde).

## Geschichte
Die Historie des Ortes geht bis 1360 zurück. Wyczechy war ursprünglich ein Angerdorf, später dann ein Gutsdorf. In diesem Jahr wurde vier Männern (Kayand und Woyczech von Polnitz, Nikolaus und Claus von Geylenfeld) das Dorf durch den Ordenshochmeister Winrich von Kniprode verliehen. Im Gegenzug mussten dafür diverse Dienste geleistet werden. Zwischen 1411 und 1466 wurde der Ort von verschiedenen Kriegen heimgesucht. Durch die Kampfhandlungen gab es schwindende Einwohnerzahlen, viele Gehöfte waren verwaist und Land blieb unbewirtschaftet. Auch die Besitzer des Ritterguts wechselten. 1718 kaufte Peter Ewald von Manteuffel-Kielpinski seiner Schwester Elżbieta Perpetua (Petronella), verwitwete Broniewski, das Gut ab. Die Familie von Manteuffel-Kielpinski verkauft es 1804 an die Familie Przytarski. Seit 1821 wurde die Regulierung vollzogen und das Dorf vom Gut getrennt, was gut 100 Jahre später im Jahre 1928 wieder rückgängig gemacht wurde.

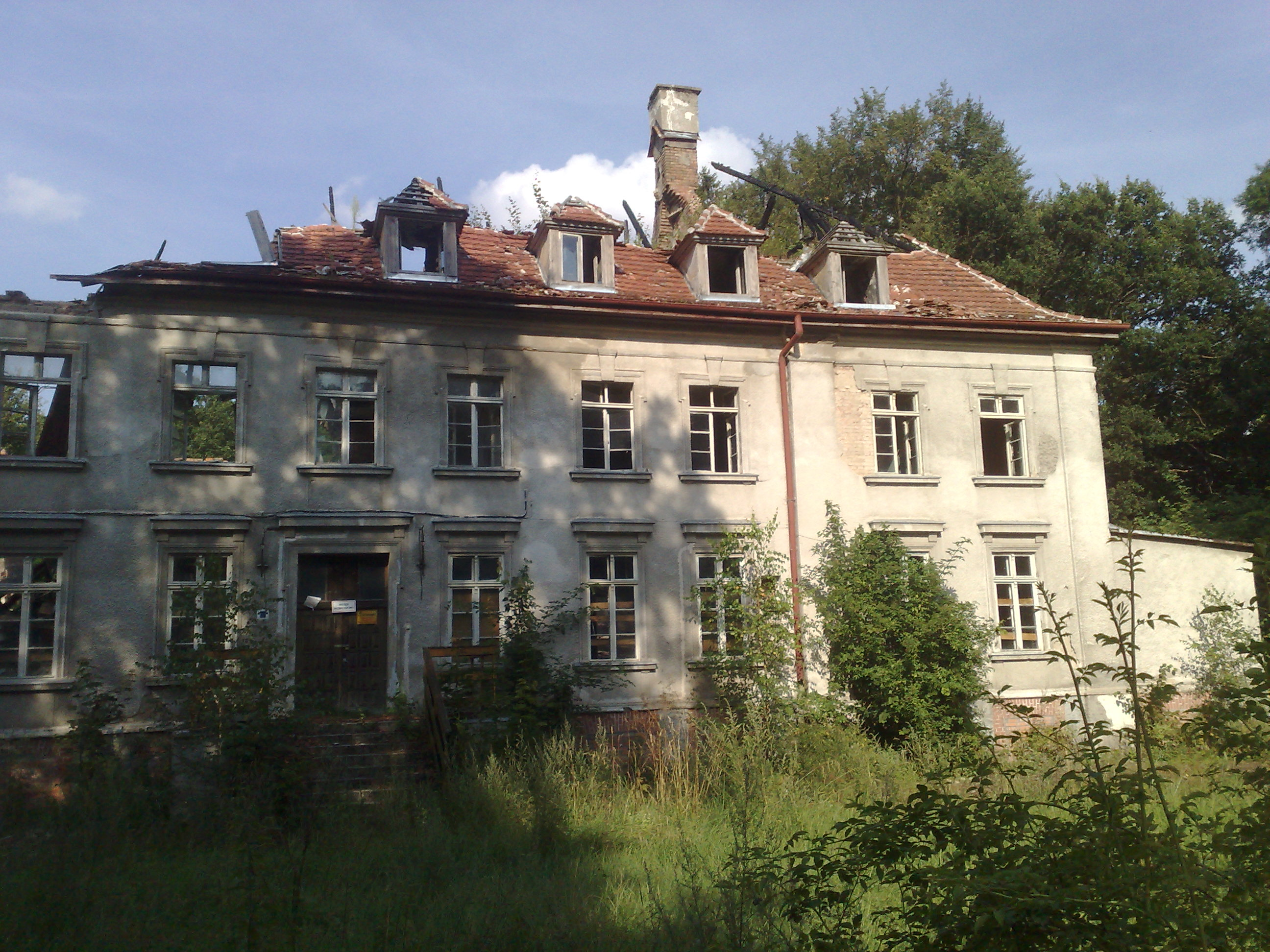
Herrenhausruine auf dem Rittergut

Im Ort gab es eine Poststelle und überwiegend landwirtschaftliche Gehöfte. Fast 80 % der Gemeindefläche umfasste das weithin sichtbare Rittergut.
Die Bewohner waren zumeist evangelischer Konfession und gingen nach Elsenau (heute Olszanowo) zur Kirche. Die Katholiken fuhren nach Hansfelde, um den Gottesdienst zu besuchen. Es gab zu früher Zeit eine Kirche im Dorf, die zur Reformationszeit protestantisch wurde und kurze Zeit später verschwand. 1869 fand man bei Grabungen auf dem alten katholischen Friedhof ein steinernes Weihwasserbecken aus der alten Kirche.
Nach Einführung der Schulpflicht in Preußen wurden die Kinder Geglenfeldes in der Schule des benachbarten Ortes Loosen unterrichtet.
Zumeist wurde das sandig-lehmige Land als Ackerfläche genutzt. Diese Böden eigneten sich vor allem zum Anbau von Saatkartoffeln oder Roggen und Hafer. Die Saatkartoffeln des Guts waren schon 1930 über die Landesgrenzen hinaus bekannt.
Das Rittergut Geglenfelde war lange in Besitz der Familie des Feldmarschalls August von Mackensen. Bis zur Kapitulation Deutschlands im Jahr 1945 versah Elisabeth Bohnstedt-Mackensen den Gutsbesitz.
Geglenfelde gehörte seit 1818 zum Kreis Schlochau und mit dem Kreis zunächst zur Provinz Westpreußen, ab 1919 zur Grenzmark Posen-Westpreußen und mit deren Auflösung 1938 zur Provinz Pommern.
Der Ort kam 1945 an Polen und erhielt den Namen Wyczechy. Er bildete bis 1973 eine Großgemeinde mit umliegenden Ortschaften.

## Einwohnerentwicklung
| Jahr | Einwohnerzahl | Quelle |
| ---- | ------------- | ------ |
| 1925 | 178           | [ 4 ]  |
| 1933 | 211           | [ 4 ]  |
| 1939 | 179           | [ 4 ]  |